# 貝萊爾海灘 (佛羅里達州)
贝莱尔海灘（英語：Belleair Beach）是美国佛罗里达州皮尼拉斯縣下属的一座城市。建立于1950年。面积约为4.5平方公里（约合1.8平方英里）。根据2010年美国人口普查，该市有人口1,560人。论人口在本州排行第305。